# Конопа Лука Семенович
Лука Семенович Коно́па (1896, с. Жерники Томашівського повіту, Люблінського воєводства на Холмщині — 29 червня 1941, Тернопіль) — український диригент, скрипаль, освітньо-культурний діяч Зборівщини, учасник визвольних змагань. 

## Життєпис
Музичну освіту здобув у Холмі та Львові.
Хорунжий війська гетьмана Павла Скоропадського (1918), Симона Петлюри (1918—1919). Згодом поручник, сотник Армії УНР. Член Української радикальної партії. 
Працював у 1932—1939 рр. секретарем повітової філії товариства «Просвіта» у Зборові. Виїздив у села повіту з різними дорученнями до місцевих читалень «Просвіти», надавав практичну допомогу в організації хорів, навчав диригентів, бував на репетиціях, доставляв нотно-музичну літературу, партитури для церковних хорів та музику до аматорських вистав. Очолював чоловічий та мішаний хори, духовий оркестр у Зборові, які брали участь у вечорах-концертах, присвячених Тарасові Шевченку, Іванові Франку.
1939 року кинутий до польської тюрми Береза Картузька.
Заарештований органами НКВС 7 листопада 1940 року в Зборові, згодом переведений до Тернопільської тюрми НКВС (нині тут обласне управління МВС). Розстріляний НКВС разом з іншими 700 ув'язненими в червні 1941.
Дата смерті — 29 червня 1941 року.
Реабілітований 1952 року за відсутністю складу злочину. Ймовірне місце поховання — братня могила жертв НКВС на старому Микулинецькому кладовищі в Тернополі. До 1996 року його доля була невідома.

## Хорова діяльність
У репертуарі хору, очолюваного Лукою Конопою, були наступні твори: «Розрита могила» Дмитра Котка, «Закувала та сива зозуля» Петра Ніщинського, «Думи мої» Сидора Воробкевича, «Тече вода з-під явора» та «Просвітянський гімн» Ярослава Ярославенка, «Ой що в полі за димове» Франка-Ярославенка, «Коли ви вмирали» Йосипа Кишакевича, «Наша славна Україна» Бориса Кудрика, «Реве та стогне дніпр широкий» Миколи Лисенка, «Ой зійшла зоря, над Почаєвом стала» та обробки народних пісень Миколи Леонтовича, «Їхав стрілець на війноньку» і «Вилітали орли» Михайла Гайворонського та інші.
Хор виступав у щорічних грудневих святах «Просвіти», концертах «Рідної школи», у вечорах пам'яті Тараса Шевченка, Лесі Українки, Маркіяна Шашкевича, Богдана  Хмельницького, Зборівської битви, у фестивалях пісні, спортивних оглядах.
Зборівський хор, зокрема оркестр Луки Конопи, брав участь у виїзних концертах та фестивалях у Золочеві, Поморянах, Залізцях, Розгадові, Великій Плавучі та навколишніх селах. Крім Зборова, Лука Конопа провадив хори в селах Вовчківці, Мшанець, Присівці, Погрібці, Кабарівці, Велика Плавуча деколи об'єднував на концертах ті хори (3-4) для виконання гімнів, ораторій, кантат (на ювілейних святах у Зборові: 50-річчя «Рідної школи» (1931). 23 липня 1933 року, як член Ювілейного комітету, брав активну участь у святкуванні 25 роковин «Просвіти» в Зборові, керував оркестром і хором, 100-річчя «Русалки Дністрової» (1937) та інших.
Підготувавши в окремих селах хори, Лука Конопа передавав їх молодим, часто вишколеним ним самим диригентам. Допомагав музично-аматорському гуртку у Зборові, очоленого Корнелією Кулик — дружиною декана о. В. Кулика, поставив тут «Наталку Полтавку» і «Чорноморців» Миколи Лисенка, «Катерину» Йосипа Кишакевича.